# Crux-la-Ville
Crux-la-Ville est une commune française située dans le département de la Nièvre, en région Bourgogne-Franche-Comté.

## Géographie

### Localisation
La commune se situe à 34 km au nord-est de Nevers (41 km par la route), quasiment en plein centre du département de la Nièvre. Elle se situe à 7 km au nord de Saint-Saulge, chef-lieu de canton. L'Aron, qui se jette dans la Loire à Decize après un parcours de 68 km, y prend sa source au niveau de l'étang d'Aron (alt. 280 m).

### Climat
Pour des articles plus généraux, voir Climat de la Bourgogne-Franche-Comté et Climat de la Nièvre.
En 2010, le climat de la commune est de type climat océanique dégradé des plaines du Centre et du Nord, selon une étude du Centre national de la recherche scientifique s'appuyant sur une série de données couvrant la période 1971-2000. En 2020, Météo-France publie une typologie des climats de la France métropolitaine dans laquelle la commune est exposée à un climat océanique altéré et est dans la région climatique  Centre et contreforts nord du Massif Central, caractérisée par un air sec en été et un bon ensoleillement. 
Pour la période 1971-2000, la température annuelle moyenne est de 10,9 °C, avec une amplitude thermique annuelle de 16,3 °C. Le cumul annuel moyen de précipitations est de 952 mm, avec 12,6 jours de précipitations en janvier et 8,3 jours en juillet. Pour la période 1991-2020, la température moyenne annuelle observée sur la station météorologique de Météo-France la plus proche, « Premery », sur la commune de Prémery à 15 km à vol d'oiseau, est de 11,1 °C et le cumul annuel moyen de précipitations est de 911,1 mm. 
La température maximale relevée sur cette station est de 40,5 °C, atteinte le 11 août 2003 ; la température minimale est de −15,1 °C, atteinte le 26 janvier 2007,,. 
Les paramètres climatiques de la commune ont été estimés pour le milieu du siècle (2041-2070) selon différents scénarios d'émission de gaz à effet de serre à partir des nouvelles projections climatiques de référence DRIAS-2020. Ils sont consultables sur un site dédié publié par Météo-France en novembre 2022.

## Urbanisme

### Typologie
Au 1er janvier 2024, Crux-la-Ville est catégorisée commune rurale à habitat très dispersé, selon la nouvelle grille communale de densité à sept niveaux définie par l'Insee en 2022.
Elle est située hors unité urbaine et hors attraction des villes,.

### Occupation des sols
L'occupation des sols de la commune, telle qu'elle ressort de la base de données européenne d’occupation biophysique des sols Corine Land Cover (CLC), est marquée par l'importance des territoires agricoles (64,4 % en 2018), en diminution par rapport à 1990 (66,5 %). La répartition détaillée en 2018 est la suivante : prairies (51,4 %), forêts (33,7 %), terres arables (13 %), eaux continentales (1,2 %), zones urbanisées (0,7 %). L'évolution de l’occupation des sols de la commune et de ses infrastructures peut être observée sur les différentes représentations cartographiques du territoire : la carte de Cassini (XVIIIe siècle), la carte d'état-major (1820-1866) et les cartes ou photos aériennes de l'IGN pour la période actuelle (1950 à aujourd'hui).

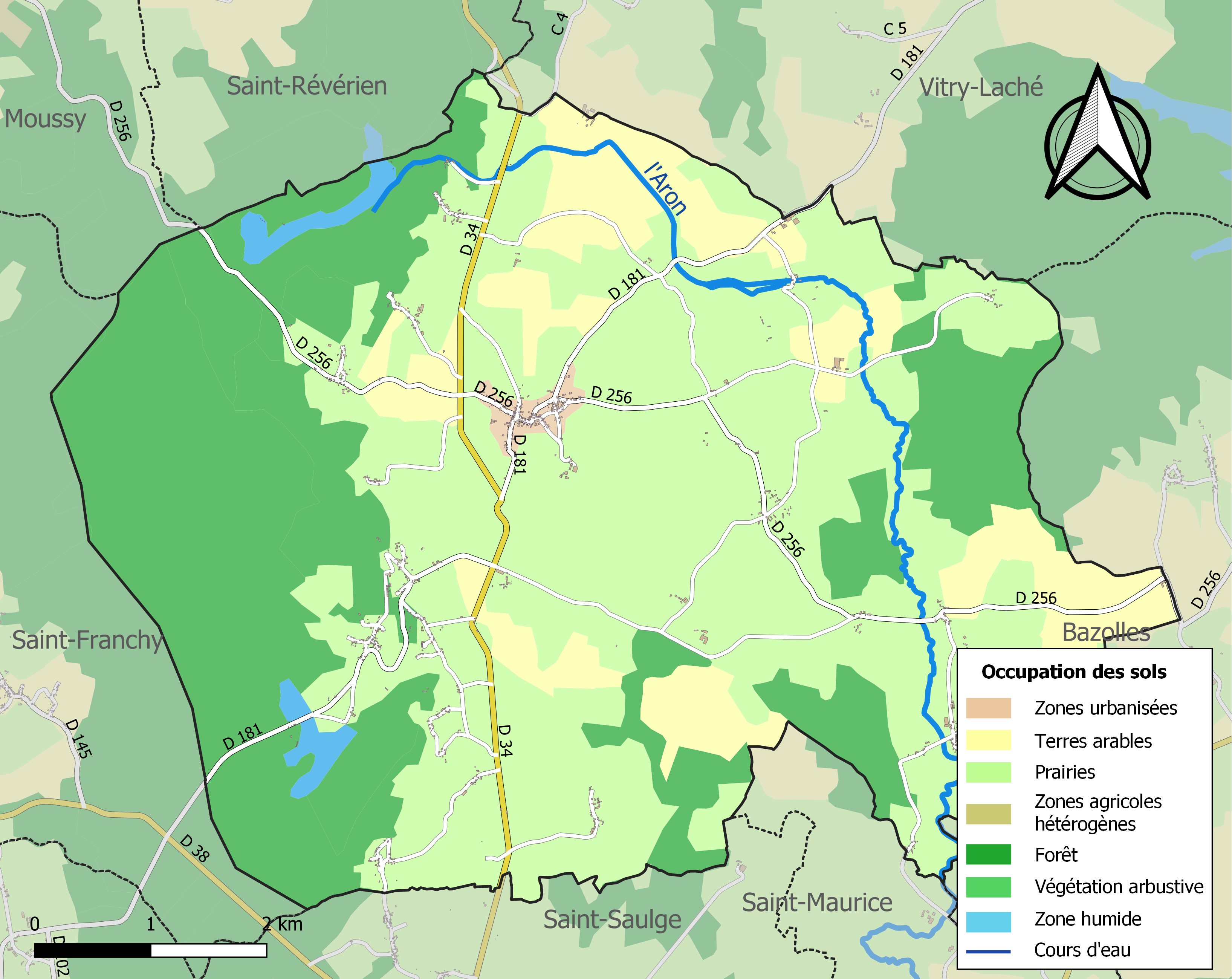
Carte des infrastructures et de l'occupation des sols de la commune en 2018 (CLC).

## Toponymie
Le nom de la commune, qui viendrait peut-être du nom d’homme gallo-romain Crucius, est pour la première fois mentionné vers 1100 : Cruso.
On relève en 1749 le toponyme Crux en Nivernois.

## Histoire
Deux vestiges de voie romaine se trouvent sur la commune, dans les bois de Crux, et entre la commune de Moussy et le domaine des Perrières. Une mosaïque fut découverte par un cultivateur qui nivelait son pré au Guérignault en 1871, à 20 mètres de la rivière Aron, à 35 cm de profondeur. Partiellement détruite par le propriétaire, elle fut préservée et recouverte après l'intervention de l'abbé Boëre, curé de Crux-la-Ville.
La commune se composait des deux paroisses de Crux-la-Ville et Crux-le-Châtel, qui ne formaient qu'une seule seigneurie importante, et qui donna son nom à une ancienne famille. L’évêque de Nevers, Bernard de Saint-Saulge, reconnaît dans des lettres de 1161, adressées au moine Bernard II, que les églises de Cruso-Villa et de Cruso Castro appartiennent bien à l'abbaye de Saint-Martin d'Autun, dont il est l'abbé.
Il est fait mention de Crux Villa et Crux Castrum dans le registre-terrier de l'évêché de Nevers, datant de 1287.
L'histoire de Crux-la-Ville se confondit durant de nombreux siècles avec celle de la famille de Damas. En 1362, Hugues Damas, seigneur de Marcilly, devint seigneur de Crux par son mariage avec Philiberte de Crux. Une branche de la famille de Damas porta le nom de cette seigneurie qui fut érigée en comté au XVIIe siècle.
Comme le démontre André Bossuat, les serfs de Crux refusèrent au XVe siècle les tailles et les corvées que leur seigneur, Jean Damas, exigeait d'eux. Ils les jugeaient excessives et déraisonnables :
- ceux qui possédaient bœufs et chariot devaient transporter le bois de chauffage au château ainsi que les provisions nécessaires, le vin, le grain, et même des pierres pour les réparations des bâtiments, et cela autant de fois que nécessaire ;
- ceux qui n'avaient ni bœufs ni chariot apportaient une charge de bois sur leurs épaules ;
- les serfs devaient une corvée d'un jour pour faucher les prés du seigneur ;
- ceux qui ne savaient pas faucher étaient employés à faner ;
- ils devaient cultiver les vignes et y faire toutes les façons nécessaires ;
- les habitants des Bordes devaient faire des haies dans la forêt et les entretenir pour permettre au seigneur de chasser plus commodément, ce qui les dispensait d'ailleurs d'autres corvées.

La taille était levée deux fois par an par Jean Damas : à la Saint-Barthélémy et au mois de février.
Le seigneur exigeait également à titre de champeage une poule, un chevreau, de ceux qui élèvent des chèvres, un oison de ceux qui ont des oies, quatre deniers pour un veau et un porcelet de ceux qui élèvent des porcs. Les habitants lui doivent encore les dîmes des veaux et pourceaux nourris au lait, soit un denier par veau mâle et une obole par femelle, plus un porcelet sur dix.
Ceux qui se mariaient dans l'année devaient au seigneur un gâteau fait d'un demi-boisseau de froment et deux poules.
Enfin, ils étaient astreints au service du guet, jour et nuit, aussi souvent que le seigneur le jugeait utile.
Le procès qui débuta en 1440 s'acheva en 1464 par un arrêt du Parlement.
Aux XVIIe siècle et XVIIIe siècles, les châtelains font œuvre « d'aménagement du territoire » en créant la Rigole de la Vaucreuse, qui alimente Paris en bois de flottage.
À la fin du XIXe siècle, la rigole d'Aron est tracée, destinée à alimenter le canal du Nivernais.
La commune fut rebaptisée Aron-la-Montagne à la Révolution.
Le site est riche en bois et forêts, investis par les résistants durant la Seconde Guerre mondiale. Les maquis y sont alors nombreux, parmi lesquels figurent Mariaux, Daniel ou encore Camille. Du 12 au 17 août 1944 eut lieu une bataille au cours de laquelle 1 500 Allemands appuyés par de l'artillerie et de l'aviation ne réussirent pas à réduire 800 maquisards encerclés. Ceux-ci, aidés par les FFI du Morvan et les FTP du Val de Loire, décrochèrent après avoir fait subir des pertes sévères à l'armée allemande.
Historiographie
- Le 18 octobre 1685, Louis XIV révoque l’Édit de Nantes, et interdit aux protestants de pratiquer leur religion « en attendant qu’il plaise à Dieu de les éclairer comme les autres. » Et trois jours plus tard à Crux-la-Ville…

« Ce jourd’huy vingt un du mois d’octobre 1685, Jean Jallot âgé d’environ 30 ans, natif de la ville de Sancerre, domestique du Sieur Vignault, fermier de Crux, a renoncé à l’hérésie de Calvain et fait profession de la religion Catholique, Apostolique et Romaine, et a reçu l’absolution publiquement de son péché d’hérésie par moy soubsigné Curé de Crux le Chatel en ayant eu la permission de Monseigneur le Grand Viquaire de Monseigneur Notre Évêque de Nevers, en présence de Messire Jean Frachot, prestre curé de Saint-Franchy, Joseph Rapine, curé de Saint-Martin, Messire Denis Vignault, Fermier de Crux, de François Delaveyne, greffier dudit Crux, d’Imbert Pelle, praticien, et de Saulge Camus, marchand. »
- L’abbé Fleury, curé de Crux-le-Chatel, met en lumière en 1765 un migrant (volontaire ?) bien éloigné de sa terre natale…

« Ce jourd’huy deux juin 1765 le nommé Cacambo nègre de la Guinée âgé d’environ quinze ans nous ayant esté confié pour l’instruire dans la religion catholique apostolique et romaine et après avoir reconnus dans luy le désir et les dispositions prochaines pour estre bon chretiens a esté baptisé et nommé Louis Estienne par Monsieur l’Abbé de Damas vicaire général de Monseigneur l’Evesque de Nevers chanoine et grand chantre de l’église cathédrale dudit Nevers, a eu pour parrain hault et puissant seigneur Messire Louis Estienne François Damas, Comte de Crux, baron de Demain, seigneur de la Colancelle et autres lieux, colonel du régiment de Limousin infanterie, chevalier de l’ordre militaire de Saint-Louis et pour marraine haulte et puissante dame Dame Marie Louise de Menou veuve de hault et puissant seigneur Messire Louis Alexandre Damas, la ditte dame représentée par Damoiselle Louise Christine Garnier épouse de Jean Gaudry sorti en maistre d’hotel de la maison de Crux et bourgeois actuelment de Crux le Chatel. Fleury, curé de Crux-le-Chatel »
- On trouve cette note du maire Gilbert Torterat dans le registre d'état-civil de l'année 1815.

« Les troupes alliées sont entrées dans ce département à la fin de juillet 1815, au nombre d’environ 20 000 hommes. La fin de leur départ s’est opéré environ le 17 octobre suivants. Cette commune en à nourrit depuis le 28 juillet jusqu’au 6 octobre ; elle a eu la première fois deux compagnies de cavalerie qui formoient 220 hommes ; elle a tenu aussy pendant 43 jours consecutives environ 200 hommes d’infanterie. Elle a dépensé tant en fourniture pour les troupes stationnés dans son enceinte que pour requisitions à fournir dans les villes voisines, telles que St Sauge et Nevers, une somme de plus de 33 000 francs. »

## Transports
Au début du XXe siècle, la commune fut traversée par la voie ferrée reliant Nevers à Corbigny, via Saint-Saulge. Deux gares existaient : Ligny et Cloiseau. L'exploitation de cette ligne dura de 1905 à 1939. Si le nombre de billets délivrés à Crux-la-Ville s'élevait à 5 100 en 1930, il tomba à 2 600 puis 2 080 en 1933 et 1934, victime de la concurrence automobile. En effet, en 1915, le train mettait 2 heures et 45 minutes pour aller de Nevers à Crux, et il fallait rajouter 1 heure et 12 minutes pour atteindre Corbigny.

## Politique et administration
| Période   | Période   | Identité              | Étiquette           | Qualité  |
| --------- | --------- | --------------------- | ------------------- | -------- |
| mars 2014 | En cours  | Jean Marie Gatignol   | PS                  |          |
| mars 2008 | mars 2014 | Hubert Merland        |                     | Retraité |
| juin 1995 | mars 2008 | Jean-Marie Gatignol   |                     |          |
| 1977      | 1995      | Paul Cointe           |                     |          |
| 1965      | 1977      | Alexis Marceau        |                     |          |
| 1958      | 1965      | Michel Droin          |                     |          |
| 1943      | 1958      | Bernard Magnien       |                     |          |
| 1935      | 1943      | Jérôme Cougnard       |                     |          |
| 1929      | 1935      | Pierre Lucier         | Républicain         |          |
| 1900      | 1929      | Antoine Cougnard      | Socialiste effectif |          |
| 1892      | 1900      | Edme Bouton           |                     |          |
| 1882      | 1892      | Antoine Blandin       |                     |          |
| 1881      | 1882      | Dominique Terriot     |                     |          |
| 1865      | 1881      | Raoul Etienne Audebal |                     |          |
| 1848      | 1865      | Simon Léger           |                     |          |
| 1822      | 1848      | Pierre Peuvot         |                     |          |
| vers 1813 | 1822      | Gilbert Torterat      |                     |          |
| 1808      | vers 1813 | Louis Germain Normand |                     |          |
| 1800      | 1808      | Guillaume Bernard     |                     |          |
| 1792      | 1800      | Pierre Bernard        |                     |          |

## Population et société

### Démographie

#### Évolution démographique
L'évolution du nombre d'habitants est connue à travers les recensements de la population effectués dans la commune depuis 1793. Pour les communes de moins de 10 000 habitants, une enquête de recensement portant sur toute la population est réalisée tous les cinq ans, les populations de référence des années intermédiaires étant quant à elles estimées par interpolation ou extrapolation. Pour la commune, le premier recensement exhaustif entrant dans le cadre du nouveau dispositif a été réalisé en 2006.
| 1793  | 1800  | 1806  | 1821  | 1831  | 1836  | 1841  | 1846  | 1851  |
| ----- | ----- | ----- | ----- | ----- | ----- | ----- | ----- | ----- |
| 1 612 | 1 313 | 1 956 | 1 822 | 2 016 | 2 028 | 1 997 | 2 106 | 2 007 |

| 1856  | 1861  | 1866  | 1872  | 1876  | 1881  | 1886  | 1891  | 1896  |
| ----- | ----- | ----- | ----- | ----- | ----- | ----- | ----- | ----- |
| 1 953 | 1 857 | 1 870 | 1 819 | 1 723 | 1 620 | 1 667 | 1 639 | 1 555 |

| 1901  | 1906  | 1911  | 1921  | 1926 | 1931 | 1936 | 1946 | 1954 |
| ----- | ----- | ----- | ----- | ---- | ---- | ---- | ---- | ---- |
| 1 482 | 1 376 | 1 289 | 1 045 | 991  | 980  | 897  | 856  | 767  |

| 1962 | 1968 | 1975 | 1982 | 1990 | 1999 | 2006 | 2011 | 2016 |
| ---- | ---- | ---- | ---- | ---- | ---- | ---- | ---- | ---- |
| 674  | 624  | 505  | 451  | 413  | 453  | 415  | 424  | 408  |

| 2021 | 2022 | - | - | - | - | - | - | - |
| ---- | ---- | - | - | - | - | - | - | - |
| 398  | 399  | - | - | - | - | - | - | - |

#### Pyramide des âges
La population de la commune est relativement âgée.
En 2018, le taux de personnes d'un âge inférieur à 30 ans s'élève à 18,7 %, soit en dessous de la moyenne départementale (27,7 %). À l'inverse, le taux de personnes d'âge supérieur à 60 ans est de 48,0 % la même année, alors qu'il est de 37,0 % au niveau départemental.
En 2018, la commune comptait 187 hommes pour 213 femmes, soit un taux de 53,25 % de femmes, légèrement supérieur au taux départemental (51,89 %).
Les pyramides des âges de la commune et du département s'établissent comme suit.
| Hommes | Classe d’âge | Femmes |
| ------ | ------------ | ------ |
| 0,5    | 90 ou +      | 1,5    |
| 11,9   | 75-89 ans    | 13,5   |
| 37,6   | 60-74 ans    | 31,3   |
| 24,6   | 45-59 ans    | 21,8   |
| 10,7   | 30-44 ans    | 9,8    |
| 9,0    | 15-29 ans    | 6,3    |
| 5,8    | 0-14 ans     | 15,8   |

| Hommes | Classe d’âge | Femmes |
| ------ | ------------ | ------ |
| 1,1    | 90 ou +      | 3,2    |
| 10,5   | 75-89 ans    | 14,3   |
| 23,3   | 60-74 ans    | 23,5   |
| 20,5   | 45-59 ans    | 19,4   |
| 15,2   | 30-44 ans    | 14,4   |
| 14,8   | 15-29 ans    | 12,1   |
| 14,7   | 0-14 ans     | 13,2   |

## Lieux et monuments

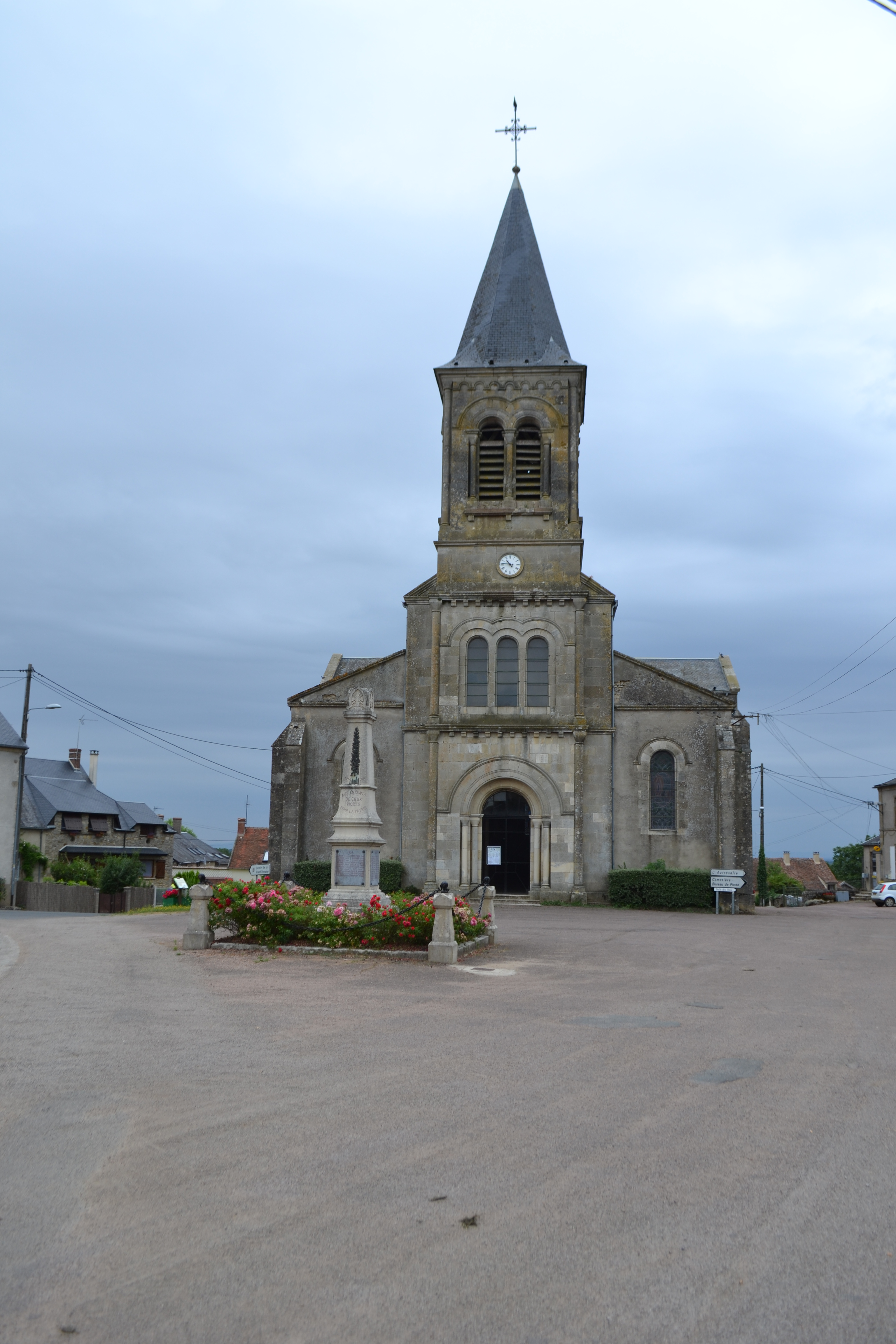
L'église Saint-Nazaire.

- Moulin du Landas (vers le XVIIIe siècle)
Selon les registres paroissiaux de Crux, le moulin, dont la roue a été reconstruite en 1995, était en fait un foulon (moulin à foulon). Le foulonnier était l'artisan qui faisait passer les draps (les foulait) dans des cylindres métalliques pour les comprimer et les rendre plus serrés. La famille Geoffroy était propriétaire des lieux aux (XVIIIe siècle).
- Lavoir de la Grande-Fontaine (XVIIIe siècle)
- Église Saint-Nazaire (1864)
Elle contient une toile intitulée « l'Ange Gardien » du peintre Philippe de Champaigne[26] (1654) et une plaque de 1763 portant une épitaphe latine à la mémoire d'un membre de la grande famille des Damas-Crux.
- Chapelle Saint-Thomas
Le pouillé (inventaire) du diocèse de Nevers faisait mention de cette chapelle dont il ne restait déjà plus que des ruines au XIXe siècle (cf. « Statistique Monumentale du Département de la Nièvre » de Georges de Soultrait - 1852). Cette chapelle est mentionnée une seule fois dans les registres paroissiaux de Crux avec le décès de l'ermite qui y demeurait.

## Personnalités liées à la commune
- Louis-Étienne-François de Damas-Crux (1735-1814), général français.
- François de Damas-Crux (1739-1829), prélat français.
- Étienne-Charles de Damas-Crux (1754-1846), général français.
- Joseph-Henri Léveillé (1796-1870), un des fondateurs de la classification mycologique moderne.
- Richard Bohringer, par une branche maternelle (famille SOURDEAU).
- François Fouquat et Pierre Briout, Compagnons de la Libération, sont morts pour la France à Crux-la-Ville le 15 juin 1944.